# Filmografia de Beyoncé
A filmografia de Beyoncé,  uma atriz e artista musical estadunidense, consiste de atuações da profissional em seis filmes, nove especiais para a televisão, vinte e sete comerciais e nove canções compostas para mídia visual. No ano 2000, Knowles compôs duas músicas para a trilha sonora do filme Charlie's Angels, que foram interpretadas pelo grupo Destiny's Child: "Dot" e "Independent Women Part I", a qual foi indicada ao Grammy Award para Best Song Written for a Motion Picture, Television or Other Visual Media. No ano seguinte, a atriz participou no longa-metragem para a televisão Carmen: A Hip Hopera no papel de Carmen Brown. Inspirado nesta película, Knowles estrelou um comercial para a marca do refrigerante Pepsi chamado de "Pepsi Carmen". Sua estreia no cinema foi em 2002 no filme Austin Powers in Goldmember, que liderou as vendas de ingressos nos Estados Unidos e arrecadou 296.655.431 milhões de dólares mundialmente. Nesta produção, ela protagonizou Foxxy Cleopatra. Sua atuação lhe rendeu várias indicações em premiações, incluindo uma aos MTV Movie Awards na categoria Best Female Breakthrough Performance. Para esta obra cinematográfica, ela compôs "Work It Out", que fez parte de sua trilha sonora. A música foi indicada na categoria Best Original Song nos Black Reel e Satellite Awards de 2002.
Em 2003, Knowles atuou no filme The Fighting Temptations, o qual estreou na terceira posição de bilheteria do seu país de origem e recolheu 32.750.821 milhões de dólares globalmente. Sua interpretação da personagem Lilly lhe deu três nomeações a prêmios, incluindo um BET Award na categoria Best Actress. Ela compôs a faixa "I Know" para a película, a qual foi cantada pelo grupo Destiny's Child. No mesmo ano, a artista participou de dois comerciais: um do perfume True Star e outro à Pepsi ao lado de Jennifer Lopez e David Beckham. Na mesma data, ela elaborou a composição "Keep Giving Your Love to Me" para a trilha sonora da obra Bad Boys II. Em 2004, a atriz novamente estrelou uma propaganda à Pepsi, desta vez com a presença de Britney Spears, P!nk e Enrique Iglesias.
Em 2006, Knowles participou em A Pantera Cor-de-Rosa, número um de vendas em território estadunidense e com uma renda de 158.851.35 milhões de dólares internacionalmente. Ela fez o papel de Xania, o qual a levou a uma indicação aos MTV Movie Awards na classificação Sexiest Performance. A artista escreveu a canção "A Woman Like Me" para esta produção. Naquele ano, atuou no filme Dreamgirls, no qual interpretou Deena Jones, que lhe rendeu uma indicação aos Golden Globe Awards na categoria Best Performance by an Actress in a Motion Picture - Comedy or Musical. Para a trilha sonora desta obra, a profissional co-escreveu a música "Listen", referenciada à premiação supracitada em Best Original Song - Motion Picture. Este filme foi número três na comercialização de bilhetes nos Estados Unidos e com uma arrecadação total de 158.851.35 milhões de dólares pelo mundo.
Em 2008, no filme Cadillac Records, Knowles fez o papel da cantora Etta James. Sua atuação foi muito elogiada, recebendo indicações para vários prêmios, com uma sendo vitoriosa nos Black Reel Awards na seleção de Best Ensemble. A música "Once in a Lifetime", composta pela artista para este longa-metragem, foi nomeada aos Grammy e Golden Globe Awards. A produção de cinema alcançou a nona colocação de vendas de bilheteria na nação da atriz e arrecadou 20.030.544 milhões de dólares mundialmente. No ano seguinte, a profissional atuou em Obsessed no papel de Sharon Charles. Sua interpretação lhe deu o MTV Movie Award na cateoria Best Fight e foi indicada a dois Teen Choice Awards. Este filme foi um sucesso comercial, posicionando-se no topo de vendas de ingressos em sua primeira semana nos Estados Unidos e com um lucro de 73.830.340 milhões de dólares no globo.

## Filmes
| Ano  | Título | Personagem(ns)   | Notas |
| ---- | --- | ---------------- | --- |
| 2002 | Austin Powers in Goldmember - Lançado: 26 de julho de 2002 - Distribuidora: New Line Cinema                   | Foxxy Cleopatra  | - Líder de bilheteria nos Estados Unidos. - Arrecadou US$ 296.655.431 mundialmente. - Indicada - Black Reel Awards para Best Breakthrough Performance. - Indicada - Kids' Choice Awards para Favorite Female Butt Kicker. - Indicada - MTV Movie Awards para Best Female Breakthrough Performance. - Indicada - Teen Choice Awards para Choice Movie Breakout Star – Female. |
| 2003 | The Fighting Temptations - Lançado: 19 de setembro de 2003 - Distribuidora: MTV Films                         | Lilly            | - Número três na bilheteria dos Estados Unidos. - Arrecadou US$ 32.750.821 mundialmente. - Indicada - BET Awards para Best Actress. - Indicada - BET Comedy Awards para Outstanding Lead Actress in a Box Office Movie. - Indicada - Black Reel Awards para Best Actress. - Indicada - NAACP Image Awards para Outstanding Actress in a Motion Picture. |
| 2006 | The Pink Panther - Lançado: 10 de fevereiro de 2006 - Distribuidora: Sony Pictures                            | Xania            | - Líder de bilheteria e vendas de DVD nos Estados Unidos. - Arrecadou US$ 158.851.35 mundialmente. - Indicada - MTV Movie Awards para Sexiest Performance. |
| 2006 | Dreamgirls - Lançado: 15 de dezembro de 2006 - Distribuidora: Paramount Pictures                              | Deena Jones      | - Número três na bilheteria e vendas de DVD nos Estados Unidos. - Arrecadou US$ 154.937.680 mundialmente. - Indicada - Golden Globe Awards para Best Performance by an Actress in a Motion Picture - Comedy or Musical. - Indicada - Black Reel Awards para Best Actress. - Indicada - Broadcast Film Critics Association Awards para Best Acting Ensemble. - Indicada - NAACP Image Awards para Outstanding Actress in a Motion Picture. - Indicada - MTV Movie Awards para Best Performance. - Indicada - Satellite Awards para Best Actress in a Motion Picture, Comedy or Musical. - Indicada - Screen Actors Guild Awards para Outstanding Performance by a Cast in a Motion Picture. - Indicada - Teen Choice Awards para Choice Movie: Liplock. - Indicada - Hollywood Foreign Press Association para Best Performance by an Actress in a Motion Picture - Musical or Comedy. |
| 2008 | Cadillac Records - Lançado: 5 de dezembro de 2008 - Distribuidora: Sony Pictures                              | Etta James       | - Número nove na bilheteria e quatorze em vendas de DVD nos Estados Unidos. - Arrecadou US$ 20.030.544 mundialmente. - Black Reel Awards para Best Ensemble. - Indicada - BET Awards para Best Actress (também por: Obsessed). - Indicada - NAACP Image Awards para Outstanding Supporting Actress in a Motion Picture. - Indicada - Satellite Awards para Best Actress in a Supporting Role. |
| 2009 | Obsessed - Lançado: 24 de abril de 2009 - Distribuidora: Sony Pictures                                        | Sharon Charles   | - Líder de bilheteria e vendas de DVD nos Estados Unidos. - Arrecadou US$ 73.830.340 mundialmente. - MTV Movie Awards para Best Fight. - Indicada - BET Awards para Best Actress (também por: Cadillac Records). - Indicada - Teen Choice Awards para Choice Movie Actress: Drama. |
| 2013 | Epic - Lançado: 24 de maio de 2013 - Distribuidora: 20th Century Fox                                          | Queen Tara (voz) | Arrecadou : 299 milhões de dólares |
| 2019 | Disney's The Lion King - Lançamento: 19 de julho de 2019 - Distribuidora: Walt Disney Studios Motion Pictures | Nala (voz)       | Segunda maior bilheteria de 2019 Sétima maior do mundo Arrecadou : 1.665 bilhões de dólares |
| 2020 | Black Is King Lançamento: 31 de julho de 2020 Distribuidora :Disney+                                          | Beyoncé          | |

## Televisão e documentários
| Ano  | Título                                                                                                | Personagem(ns) | Notas |
| ---- | --- | -------------- | --- |
| 2001 | Carmen: A Hip Hopera - Primeira exibição: 8 de maio de 2001 - Emissora original: MTV                  | Carmen Brown   | - Filme musical norte-americano de 2001, dirigido por Robert Townsend e produzido pela MTV. Baseado na ópera Carmen, de Georges Bizet, suas filmagens foram feitas em Los Angeles. |
| 2006 | Beyoncé Live at the BBC - Primeira exibição: 11 de novembro de 2006 - Emissora original: BBC          | Ela mesma      | - Concerto musical de 2006 dirigido por Paul Shyvers e produzido pela BBC, sendo apresentado por Trevor Nelson. |
| 2007 | B'Day: The Upgrade - Primeira exibição: 2 de abril de 2007 - Emissora original: BET                   | Ela mesma      | - Programa de variedades de 2007 dirigido por Tony Ducret, produzido e exibido pela Black Entertainment Television (BET) nos Estados Unidos. |
| 2007 | Beyoncé: T4 Special - Primeira exibição: 13 de maio de 2007 - Emissora original: Channel 4            | Ela mesma      | - Concerto musical de 2007 dirigido por Chris Howe, produzido pela Atit Productions e exibido pelo Channel 4 no Reino Unido. |
| 2009 | Beyoncé: For The Record - Primeira exibição: 31 de outubro de 2009 - Emissora original: Channel 4     | Ela mesma      | - Talk show de 2009 dirigido por Tim Van Someren e Ed Burke, produzido pela Sony Music Entertainment e exibido pela emissora britânica Channel 4, sendo apresentado por Steve Jones. |
| 2009 | Wow! Wow! Wubbzy!: Wubb Idol - Primeira exibição: 1° de maio de 2009 - Emissora original: Nickelodeon | Shine          | - Programa infantil de animação de 2009 de quatro episódios da série Wow! Wow! Wubbzy!, que posteriormente foram unidos formando um filme de mesmo nome. Este foi produzido por Bob Boyle, Susan Miller e Fred Seibert Lazar e exibido pelos canais Nick Jr. e Noggin. |
| 2010 | Beyonce's I Am World Tour - Primeira exibição: 23 de dezembro de 2010 - Emissora original: ABC        | Ela mesma      | - Indicada - Grammy Award para Best Long Form Music Video. - Indicada - NAACP Image Awards para Outstanding Variety Series/Special. - Líder de audiência nos Estados Unidos com 4.100.000 telespectadores. |
| 2011 | Year of 4 - Primeira exibição: 30 de junho de 2011 - Emissora original: MTV                           | Ela mesma      | - Documentário de 2011 dirigido por Knowles e Ed Burke, produzido pela Parkwood Entertainment e exibido pelas emissoras MTV, MTV Hits, MTV Jams, BET e VH1. D |
| 2011 | A Night with Beyoncé - Lançado: 4 de dezembro de 2011 - Emissora: ITV                                 | Ela mesma      | - Concerto musical de 2011 dirigido por Knowles e Declan Lowney e produzido pela Victory Television e Sony Music. Foi exibido originalmente no Reino Unido como um especial natalino. - Líder de audiência no Reino Unido com 4.360.000 telespectadores. |
| 2013 | Life is But a Dream - Lançado: 16 de fevereiro de 2012 - Emissora: HBO                                | Ela mesma      | - Primeiro filme dirigido por Beyoncé, produzido pela Parkwood Entertainment e exibido pela HBO nos Estados Unidos. |
| 2019 | Homecoming - Lançado: 17 de abril de 2019 - Emissora: Netflix                                         | Ela mesma      | - Documentário baseado na performance da cantora no Coachella Valley Music and Arts Festival, em 2018. Foi escrito e dirigido pela própria Beyoncé, e produzido pela Parkwood Entertainment. Foi lançado mundialmente pelo serviço de streaming, Netflix. - Ganhou - Grammy Award para Best Long Form Music Video. - Ganhou - NAACP Image Awards para Outstanding Variety Series/Special. - 6 Indicações - Primetime Emmy Awards. - Foi o quarto documentário mais popular oferecido pela Netflix em 2019. - Foi considerado o especial de televisão mais aclamado de todos os tempos, de acordo com Metacritic. |

## Comerciais
| Ano  | Empresa / produto                     | Participantes                                                   | Canção(ões)                         |
| ---- | ------------------------------------- | --------------------------------------------------------------- | ----------------------------------- |
| 2001 | PepsiCo / Pepsi                       |                                                                 | "Pepsi carmen"                      |
| 2002 | L'Oreal / Féria                       | Jessica Alba e Mila Jovovich                                    |                                     |
| 2003 | PepsiCo / Pepsi                       | Jennifer Lopez e David Beckham                                  |                                     |
| 2003 | Tommy Hilfiger / True Star            |                                                                 | "Wishing on a Star"                 |
| 2004 | PepsiCo / Pepsi                       | Britney Spears, P!nk e Enrique Iglesias                         | "We Will Rock You"                  |
| 2005 | Wal-Mart                              | Kelly Rowland, Michelle Williams, Tina Knowles e Mathew Knowles |                                     |
| 2007 | American Express                      | Tina Knowles                                                    |                                     |
| 2007 | Samsung / The Ultra Music             |                                                                 | "Irreplaceable"                     |
| 2007 | The DirecTV Group / DirecTV           |                                                                 | "Upgrade U"                         |
| 2007 | L'Oreal / Infallible                  |                                                                 |                                     |
| 2007 | Giorgio Armani / Diamonds             |                                                                 | "Diamonds Are a Girl's Best Friend" |
| 2008 | American Express                      | Ellen DeGeneres                                                 |                                     |
| 2008 | L'Oreal / Feria Hair Color            | Solange                                                         |                                     |
| 2009 | L'Oreal / True Match                  | Eva Longoria e Elizabeth Banks                                  |                                     |
| 2009 | Crystal Geyser                        |                                                                 | "Sweet Dreams"                      |
| 2009 | Nintendo / Rhythm Heaven              |                                                                 |                                     |
| 2010 | Nintendo / Style Savvy/Style Boutique |                                                                 |                                     |
| 2010 | Vizio / LCD HDTV                      |                                                                 |                                     |
| 2010 | Beyoncé Parfums / Heat                |                                                                 | "Fever"                             |
| 2010 | Vizio / LED HDTV                      |                                                                 | "Why Don't You Love Me"             |
| 2010 | C&A / Déreon by Beyoncé               |                                                                 | "Single Ladies (Put a Ring on It)"  |
| 2010 | L'Oréal / Infallible                  |                                                                 | "Crazy in Love"                     |
| 2010 | C&A / Déreon by Beyoncé               |                                                                 | "Sweet Dreams"                      |
| 2011 | L'Oréal / Paris Féria                 |                                                                 | "Naughty Girl"                      |
| 2011 | Target Corporation / 4                |                                                                 | "1+1" e "Countdown"                 |
| 2011 | L'Oréal / True Match                  |                                                                 |                                     |
| 2011 | Beyoncé Parfums / Pulse               |                                                                 | "Run the World (Girls)"             |

## Canções escritas para mídia visual
| Ano  | Canção                                                         | Mídia visual                 | Notas |
| ---- | -------------------------------------------------------------- | ---------------------------- | --- |
| 2000 | "Independent Women Part I" (interpretada por: Destiny's Child) | Charlie's Angels             | - ASCAP Film and Television Music Awards para Most Performed Songs from Motion Pictures. - Indicada - Grammy Award para Best Song Written for a Motion Picture, Television or Other Visual Media. - Indicada - Black Reel Awards para Best Original or Adapted Song.                                                                        |
| 2000 | "Dot" (interpretada por: Destiny's Child)                      | Charlie's Angels             | |
| 2002 | "Work It Out"                                                  | Austin Powers in Goldmember  | - Indicada - Satellite Awards para Best Original Song. - Indicada - Black Reel Awards para Best Original Song. |
| 2003 | "Keep Giving Your Love to Me"                                  | Bad Boys II                  | |
| 2003 | "I Know" (interpretada por: Destiny's Child)                   | The Fighting Temptations     | |
| 2006 | "A Woman Like Me"                                              | A Pantera Cor-de-Rosa        | |
| 2006 | "Listen"                                                       | Dreamgirls                   | - Broadcast Film Critics Association Awards para Best Song. - Indicada - Golden Globe Awards para Best Original Song - Motion Picture. - Indicada - Satellite Awards para Best Original Song. - Indicada - Black Reel Awards para Best Song, Original or Adapted. - Indicada - Hollywood Foreign Press Association para Best Original Song. |
| 2008 | "Once in a Lifetime"                                           | Cadillac Records             | - Indicada - Golden Globe Awards para Best Original Song - Motion Picture. - Indicada - Grammy Award para Best Song Written for a Motion Picture, Television or Other Visual Media. - Indicada - Hollywood Foreign Press Association para Best Original Song.                                                                               |
| 2009 | "Sing-A-Song"                                                  | Wow! Wow! Wubbzy!: Wubb Idol | |